# 육호동
육호동(陸皓東, 1868년 9월 30일 ~ 1895년 11월 7일)은 흥중회 소속 혁명운동가, 시인, 서예가이다. 본명(本名)은 육중계(陸中桂). 자는 헌향(献香), 아호(雅號)는 호동(皓東)이다.

## 생애
육은 쑨원과 흥중회를 조직하여 청 타도 운동을 전개하다가 관군에 체포되어 사형 집행되었다. 그는 훗날 중화 국민당의 기로 사용되어 지금에 이르고 있는 청천백일기(靑天白日旗)를 흥중회 소속 시절에 도안하기도 하였다.

## 학력
- 홍콩 빅토리아 개신교전문학교 전문학사
- 청나라 장쑤성 상하이 취안바오 학당(江蘇省 上海 銓補 專門學堂) 전문학사

## 인간 관계
- 그는 쑨원, 쑹자수, 여우례, 양허링, 관징량, 천사오보와 절친한 친구 관계였다.

## 같이 보기
- 중국국민당
- 중화민국의 역사